# Avançon (Ardennes)
Avançon je francouzská obec v departementu Ardensko v regionu Grand Est, asi 40 km severovýchodně od Remeše. V roce 2011 zde žilo 318 obyvatel.

## Sousední obce
Acy-Romance, Blanzy-la-Salonnaise, Château-Porcien, Nanteuil-sur-Aisne, Saint-Loup-en-Champagne, Tagnon, Taizy

## Pamětihodnosti
- Gotický kostel Saint-Rémi (sv. Remigia) ze 13. století, barokně upravený v 18. století.

## Vývoj počtu obyvatel
Počet obyvatel 